# استان نور یونگاس
استان نور یونگاس (به اسپانیایی: Provincia de Nor Yungas) یکی از استان‌های بولیوی در بولیوی است که در شهرستان لاپاز (بولیوی) واقع شده‌است. استان نور یونگاس ۱٬۷۲۰ کیلومتر مربع مساحت و ۳۶٬۹۸۳ نفر جمعیت دارد.